# Погарщина (приток Речицы)
Пога́рщина — малая река в России. Протекает с севера на юг в Железногорском районе Курской области и по западной окраине города Железногорска. Является правым притоком Речицы, в которую впадает севернее деревни Веретенино.

## Физико-географическая характеристика
На реке находится Железногорское городское водохранилище, созданное в 1962—1964 годах, которое является крупнейшим водоёмом в непосредственной близости от Железногорска. Площадь зеркала воды — 82,9 га. Объём запасов воды — 2,5 миллиона кубометра. Также в верхнем течении реки находятся несколько небольших прудов.
Левый берег реки более крутой и подвержен эрозии. На правом, более пологом берегу, расположены дома индивидуальной застройки, водозабор «Погарщина», который обеспечивает город питьевой водой. Относится к категории малых рек с низкими величинами меженных расходов, а также слабой способностью к самоочищению.
Наиболее значимый приток Погарщины, ручей Песечень, впадает в неё в районе деревни Студенок. В районе села Разветье в Погарщинское водохранилище впадает ручей Песчаный.

## Населённые пункты
На Погарщине расположены следующие населённые пункты (от истока к устью):
- д. Погарище;
- город Железногорск;
  - мкрн. Платоновский (бывший посёлок);
  - мкрн. Алексеевский (бывший посёлок);
  - р-н Заречный;
- с. Разветье.

Также по берегам реки расположены несколько садовых некоммерческих товариществ.